# 321
321（三百二十一、さんびゃくにじゅういち）は自然数、また整数において、320の次で322の前の数である。 

## 性質
- 321は合成数であり、約数は 1, 3, 107, 321 である。
  - 約数の和は432。
- 102番目の半素数である。1つ前は319、次は323。
- 1桁の数を降順に並べてできる20番目の数である。1つ前は210、次は432。(オンライン整数列大辞典の数列 A138142)
  - 3つの自然数を降順に並べてできる最小の数である。ただし0を含めると1つ前は210、次は432。(オンライン整数列大辞典の数列 A127424)
  - n 個の自然数を降順に並べてできる最小の数である。1つ前の2個は21、次の4個は4321。(オンライン整数列大辞典の数列 A000422)
  - 桁で並べ替えをすると連続自然数になる33番目の数である。1つ前は312、次は324。(オンライン整数列大辞典の数列 A288528)
- 各位の和が6になる21番目の数である。1つ前は312、次は330。
- 各位の立方和が平方数になる31番目の数である。1つ前は312、次は333。(オンライン整数列大辞典の数列 A197039)
- 各位の積が6になる13番目の数である。1つ前は312、次は611。(オンライン整数列大辞典の数列 A199988)
  - 各位の和と各位の積が等しくなる16番目の数である。1つ前は312、次は1124。(オンライン整数列大辞典の数列 A034710)
- 321 = 5 × 26 + 1 より25番目のプロス数である。1つ前は289、次は353。
- 321 = 12 + 82 + 162 = 22 + 112 + 142 = 42 + 42 + 172 = 42 + 72 + 162 = 52 + 102 + 142 = 102 + 102 + 112
  - 3つの平方数の和6通りで表せる5番目の数である。1つ前は314、次は326。(オンライン整数列大辞典の数列 A025326)
  - 321 = 12 + 82 + 162 = 22 + 112 + 142 = 42 + 72 + 162 = 52 + 102 + 142
    - 異なる3つの平方数の和4通りで表せる14番目の数である。1つ前は299、次は362。(オンライン整数列大辞典の数列 A025342)
- n = 3 のときの n と 7n を並べてできる数である。1つ前は214、次は428。(オンライン整数列大辞典の数列 A009441)

## その他 321 に関連すること
- 西暦321年
- スカパー!のCh.321はディスカバリーチャンネルである。
- 「321」はmiwaの楽曲。アルバム『Delight』収録。
- 株式会社321は菅本裕子が代表を務めるライバー事務所。
- 旅客機　エアバスA321
- 321系
  - JR西日本321系電車
- 321空